# 愛知県立港特別支援学校
愛知県立港特別支援学校（あいちけんりつ みなととくべつしえんがっこう）は、愛知県名古屋市港区港明一丁目にある公立特別支援学校。肢体不自由者のための特別支援学校で、中心となるのは脳性麻痺、その他の脳性疾患、筋ジストロフィー、脊椎、脊髄損傷など、重篤な疾患により、運動障害のある子どもたちを中心としている。また重複障害のある子どもたちのクラスも設置されている。

## 指導科構成
- 小学部
- 中学部
- 高等部（普通科・商業科）

## 沿革
- 1985年（昭和60年）4月1日 - 小学部・中学部・高等部を備える愛知県立港養護学校として設置される[1]。
- 2014年（平成26年）4月1日 - 校名が愛知県立港特別支援学校と改められる[1]。

## 主な卒業生
- 河本圭亮（商業科出身）
  - 2020年東京パラリンピックにボッチャ日本代表として出場し、銀メダルを獲得した[2][3]。

## アクセス
- 名古屋市営地下鉄名港線 東海通駅より徒歩10分[4]
- 名古屋市営バス千年停留所より徒歩5分または港明町停留所より徒歩3分[4]